# Zanybros
Zanybros (em coreano: 쟈니 브로스, estilizado como ZANYBROS) é uma produtora sul-coreana especializada em videoclipes e produção de filmes comerciais. A Zanybros foi fundada em 2002 pelo diretor Hong Won-ki e pelo cinegrafista Kim Jun-hong e se tornou uma das empresas de videoclipes mais influentes da Korean Wave. Zanybros também inclui as subsidiárias Astro Digital Lab, uma empresa de pós-produção, a equipe especializada de câmeras Roll Cam e a empresa de iluminação Strobe. Eles trabalharam com bandas independentes e também com agências de entretenimento como a SM Entertainment e a JYP Entertainment.
Entre os trabalhos da Zanybros, estão algumas das produções de maior orçamento na indústria de videoclipes coreanos, incluindo "Moai" de Seo Taiji and Boys e "One Shot" do B.A.P. Em 2019, a empresa criou a subsidiaria ZB Label que seria uma gravadora para artistas musicais, como no caso da cantora e rapper AleXa, que debutou neste mesmo ano, com a música "Bomb".

## Videoclipes

### 2022
- AleXa - "Tattoo", "Back in Vogue"
- Alice - "Dance On"
- Billlie - "GingaMingaYo (The Strange World)", "Patbingsu", "Ring Ma Bell"
- DKZ - "Uh-Heung"
- E'Last - "Creature"
- Golden Child - "A Woo", "Rata Tat Tat"
- Ghost9 - "X-Ray"
- Ha Sung-woon - "Can't Live Without You"
- Hwayeon - "Blossom"
- ILY:1 - "Love in Bloom", "Que Sera Sera"
- Kara - "When I Move"
- KARD - "Ring The Alarm"
- Kassy - "Don't Wanna Leave Tonight"
- Kim Chae-won - "Tomorrow"
- Kingdom - "Ascension", "Promise", "Long Live The King"
- Kwon Eun-bi - "Light"
- Lee Seung Yoon - "Upon A Smile"
- Loona - "Flip That"
- Mamamoo - "Illella", "1,2,3 Eoi!"
- Mirae - "Marvelous", "Drip N'Drop", "Snow Prince"
- Moonbyul - "Lunatic", "Ddu Ddu Ddu"
- Oneus - "Bring It On", "Trickster", "Same Scent"
- Onewe - "Roonmate", "Moontage", "Still Here"
- Park Ji-hoon - "Moon&Back", "Nitro"
- Purple Kiss - "memeM", "Pretty Psycho", "Nerdy", "Geekyland"
- Secret Number - "Doomchita", "Tap"
- Super Junior - "Mango"
- Solar - "Honey"
- The Boyz - "Echo"
- WEi - "Spray"

### 2021
- Ahn Yeeun - "Salling"
- AleXa - "Never Let You Go", "Xtra"
- Ateez - "Dreamers"
- Billie - "Snowy Night"
- Blackswan - "Close to Me"
- Checkmate - "You"
- Daedo & Alexa - "Summer Breeze"
- Drippin - "Free Pass"
- Everglow - "Pirate"
- G-Reyish - "Blood Night"
- Ghost9 - "Seoul", "Up All Night", "Control"
- Golden Child - "Burn It" "Breath", "Ra Pam Pam"
- Hot Issue - "Icons"
- Hi-L - "Too Too"
- Kim Jae-hwan - "Unforgettable
- Kim Sung-kyu - "Hush"
- Kingdom - "Excalibur", "Black Crown"
- Lapoem - "Sunshine"
- Lee Hong-gi - "Found Me"
- MAMAMOO - "Where Are We Now"
- Mirae - "Splash"
- Moonbyul - "G999"
- Nada - "Spicy"
- Nell - "Beautiful Jeapordy"
- Oneus - "Intro:Devil is the details", "No Diggity", "Black Mirror", 'Thriller", "Luna"
- Onewe - "Rain To Be", "Veronica", "Aurora", "Star"
- Oneus, Onewe - "Stay"
- Park Ji-hoon - "Serious"
- Purple Kiss - "Can't We Talk Again", "Ponzona", "Zombie", "Cast Pearls Before Swine", "My My"
- Pink Fantasy - "Poison"
- Rocket Punch - "Ring Ring"
- Soyou X Iz*One - "Zero:Atitude"
- WEi - "All of Nothing", "Bye Bye Bye"
- Woosung - "Dimples"

### 2020
- 1TEAM - "Ullaeli Kkollaeli"
- 1THE9 - "Bad Guy!
- AleXa - “Revolution”, “Villain”, "Do or Die"
- April - "Now or Never"
- Ateez - "The Black Cat Nero"
- Ben - "Bad"
- Botopass - "Flamingo"
- Black Swan - "Tonight"
- Bolbbalgan4 - "Leo", "Hug", "Dancing Cartoon", "Red Lipstick"
- Checkmate - "Drum"
- Chungha feat. PH-1 - "My Friend"
- CLC - "Helicopter"
- Dahye - "Bad Blood"
- DAVII - "Jamie Cullum"
- DIA - "Hug U"
- DreamNote - "Wish"
- ENOi - "Cheeky", "W.A.Y"
- Fanatics - "Vavi Girl"
- (G)I-DLE - "Oh My God (Japanese Ver.)"
- Giriboy - "Just Kidding"
- Glay and Pentagon - "I'm Loving You"
- Golden Child - "Without You", "ONE(Lucid Dream)", "Pump It Up"
- Ghost9 - "Think of Dawn", "W.All"
- H&D - "Soul", "Unfamiliar", "Good Night"
- IZ - "Say Yes"
- JBJ95 - "Jasmine"
- KARD - "Red Moon", "Gunshot"
- Kim Sung-kyu - "I'm Cold"
- Kim Yo Han - "No More"
- Lovelyz - "Obliviate"
- MAMAMOO - "Wanna Be Myself", "Dingga", "Aya", "Travel"
- Moonbyul - "Eclipse", "Absence", "A Miracle 3days ago"
- Oneus - "A Song Written Easily", "Come Back Home", "To Be or Not to Be", "Bbusyeo"
- Onewe - "Q", "End of Spring", "Parting", "A Book in Memory"
- Peakboy - "Diet(Feat. Whee In)"
- Pentagon - "Dr. Bebe"
- Purple Kiss - "My Heart Skip a Beat"
- PinkFantasy - "Shadow Play"
- Refund Sisters - "Don't Touch Me"
- Rolling Quartz - "Blaze"
- Rothy - "Ocean View"
- Ryu Su-jeong - "Tiger Eyes"
- Rocket Punch - "Bouncy"
- Saturday – “D.B.D.B.DIB”
- Secret Number - "Who Dis?", "Got That Boom"
- Solar - "Spit It Out"
- Super Junior - "2YA2YAO!"
- T1419 - "Dracula", "Row"
- UNVS - "Give Your Up"
- WEi - "Twilight"
- WJSN Chocome - "Hmph"
- XUM - "Ddalala"

### 2019
- 100% - "Still Loving You"
- 1the9 - "XIX", "Blah"
- Ailee - "Room Shaker"
- AleXa - "Bomb"
- Ateez - "Hala Hala", "Aurora"
- Bolbbalgan4 - "25", "Workaholic"
- CLC - "ME (美)", "Devil"
- DIA - "Woowa"
- Dreamcatcher - "PIRI"
- Eunha, Ravi - "Blossom"
- Fanatics - "Sunday"
- Favorite - "Loca"
- fishingirls - "Enamoured"
- Fly to the Sky - "Thank You for Being Part of My Life"
- F.T. Island - "God Bless You"
- GFriend - "Fallin' Light (天使の梯子)", "Fever", "Flower"
- (G)I-DLE - "Latata (Crash Diamond Eyes ver.)", "Senorita"
- Giriboy - "party is over"
- Golden Child - "Wannabe"
- Henry Prince Mak - "Go Away"
- Honey Popcorn - "De-aeseohsta"
- Lee Min-hyuk - "With Melody"
- Hwasa - "Twit"
- IN2IT - "Run Away", "ULlala: Poisoning"
- KARD - "Bomb Bomb", "Dumb Litty"
- Kei - "I Go"
- Kim Dong-han - "Focus"
- Kim Jae-hwan - "Begin Again"
- Ladies' Code - "Feedback", "Set Me Free"
- Limitless - "Dream Play"
- MAMAMOO - "gogobebe", "Hip"
- Meng Meiqi - "Jiang"
- Nature - "Dream About U"
- N.Flying - "Rooftop"
- Oneus - "Valkyrie", "Twilight", "Lit"
- Onewe - "Regulus", "Reminisce about All", "Ring on my Ears"
- Ong Seong-wu - "Heart Sign"
- Park Ji-hoon - "L.O.V.E"
- Peniel - "Flip (feat. Beenzino)", "Fly23"
- Pentagon - "COSMO", "Happiness", "Humph!", "Sha La La (Japanese Ver.)"
- Rocket Punch - "Bim Bam Bum"
- Rockit girl - "little cat"
- Rothy - "Blossom Flower"
- SF9 - "Enough", "RPM (Japanese Ver.)"
- S.I.S - "Always Be Your Girl"
- Sonamoo - "We Are Legendary"
- Song Ga-in - "Mom Arirang"
- Sori and Folded Dragons - "I Am Not Alone"
- Teen Top - "Run Away"
- The Boyz - "D.D.D"
- TRCNG - "Missing"
- UHSN - "Popsicle"
- UNINE - "Bomba"
- Vibe - "A Sad Song"
- W Project 4 - "1M1S"
- Weki Meki - "Tiki Taka (99%)"
- Wheein - "Goodbye"
- WJSN (Cosmic Girls) - "Boogie Up"
- Yesung - "Because I Love You 〜大切な絆〜"
- Youngjae - "Forever Love"

### 2018
- 100%- "Heart"
- Alex Christine - "Strike It Up"
- Big Marvel - Twilight (feat. Ysabelle)
- BlueV - "MAMI"
- Bolbbalgan4 - "Starlight", "Travel", "Wind"
- Cross Gene - "Touch It"
- D7Boys - "Red Alert"
- DIA - "WooWoo"
- Favorite - "Where are you from?"
- Flowsik × Jessi - "Wet"
- F.T. Island - "Pretty Girl"
- GFriend - "Me Gustas Tu (Japanese ver.)", "Memoria"
- GLABINGO - "On My Body"
- Gugudan SEMINA - "Semina"
- (G)I-DLE - "Hann (Alone)", "Latata"
- Hong Jin-young - "Goodbye"
- H.U.B - "Finale"
- Imfact - "The Light"
- IZ - "ANGEL", "Granulate"
- Jeon Soyeon - "Idle song"
- Kim Dong-han - "SUNSET", "Good Night Kiss"
- Lucente - "Your Difference"
- MAMAMOO - "Paint Me", "Star Wind Flower Sun", "Starry Night", "Egotistic", "Wind flower"
- Marmello - "Wake Me Up"
- Moonbyul - "SELFISH (feat. Seulgi of Red Velvet)"
- Nature - "Allegro Cantabile"
- NEX7 - "Wait A Minute"
- Rothy - "Burning"
- Rothy - "SULLAE"
- SF9 - "Now or Never (Japanese ver.)"
- Shinhwa - "All Your Dreams (2018)"
- S.I.S - "Say Yes"
- SNH48 - "笔下之城 (Dream)"
- SNH48 - "Don't Touch"
- SNH48 - "森林法则 (Forest Theorem)"
- Solar - "Nada Sou Sou"
- Sori - "Touch" (feat. Basick)
- S.O.U.L - "Get Myself With You"
- Super Junior - "One More Time (Otra Vez)" (feat. Reik)
- TARGET - "Awake"
- The Unit - "My Turn"
- TRCNG - "Wolf Baby"
- UNB - "Black Heart", "Only One"
- UNI.T - "No More"
- Vromance - "Star"
- Wanna One - "Boomerang"
- Weki Meki - "Crush"
- Wheein - "Easy"
- WJMK - "Strong"

### 2017
- 100% - "Sketch U"
- 24K - "Only You"
- 7SENSES - "7senses", "Girl Crush", "Like a Diamond"
- Ailee - "Reminiscing"
- AOA - "Bing Bing", "Excuse Me"
- April - "Take My Hand"
- B.A.P - "Honeymoon", "Wake Me Up"
- BTS - "Come Back Home"
- Bursters - "Dreamer", "Wherever You Are"
- CANDO (feat. 정재필) - "Funfun"
- CNBLUE - "Starting Over"
- Color Girls - "Colorful Days"
- Cross Gene - "Black or White"
- Crush - "Last Festival"
- DinDin - "Super Super Lonely"
- Eddy Kim - "Now"
- Elris - "Pow Pow", "We, First"
- Fly to the Sky - "Your Season"
- GFriend - "Fingertip", "Love Whisper", "Summer Rain"
- Heize - "In the Time Spent With You"
- Highlight - "Can Be Better"
- I - "I Wish"
- Ivy (艾菲) - "离骚"
- Ivy (艾菲) & Sdanny Lee (李斯丹妮) - "Bad Girls Need Love Too"
- Imfact - "Tension Up"
- Infinite - "Air"
- Jang Moon-bok & Seo Hyun-woo - "Don't Be Scared"
- Jessi - "Don't Make Me Cry"
- Kiku - "Rain"
- Kiku - "Yes or No"
- Kim Hyun-Joong - "風車<re:wind>"
- KNK - "Rain"
- KNK - "Sun.Moon.Star"
- Kriesha Chu - "Trouble"
- Letter flow - "Enough"
- Loopy & Nafla - "Internet War"
- Lovelyz - "Twinkle"
- Mamamoo - "Aze Gag", "Yes I Am"
- Masta Wu (feat. Dok2) - "SHIT"
- NCT 127 - "Limitless (Performance ver.)" (Filmed by their RollCam but the director is Kim Ja-Kyoung of Flexible Pictures)
- Nicky Park - "Fly High"
- Nine Muses - "Lovecity", "Remember"
- OGUGU - "Ice Chu"
- Pentagon - "Gorilla (Japanese ver.)"
- P.O.P - "Catch You"
- Romeo - "Without U"
- Rothy - "Star"
- Samuel - "Candy"
- Sdanny Lee (李斯丹妮) - "Animal"
- Shinhwa - "TOUCH"
- S.I.S - "I've Got A Feeling"
- SNH48 - "Dawn in Naples", "Glorious Times", "My Stage", "Summer Pirates", "Yes or No"
- Sohee - "Spotlight"
- Sonamoo - "I Think I Love U"
- Suran - "Sad Pain"
- Teen Top - "Love is"
- TopSecret - "Mind Control", "She"
- Trax - "Road"
- TRCNG - "Spectrum"
- UNIT BLACK - "Steal Your Heart"
- Urban Zakapa - Moai
- UP10TION - "Going Crazy"
- Vromance - "I'm Fine"
- Wanna One - "Beautiful (Performance Ver.)"
- Wanna One - "Energetic", "Wanna Be (My Baby)"
- Yesung, Seulgi - "Darling U"
- YHBOYS - "梦想加油"
- Younha - "Take Five"
- Z-uK - "Push&Pull"

### 2016
- 24K - "Bingo", "Still 24K"
- 4Minute - "Hate"
- Ailee - "If You", "Home (feat. Yoon Mirae)"
- Angels - "Always For You"
- AOA - "Good Luck", "WOW WAR TONIGHT 〜時には起こせよムーヴメント girls ver.", "愛をちょうだい (feat. Takanori Nishikawa)"
- AOA Cream - "I'm Jelly Baby"
- April - "Tinker Bell"
- As One - "Hey Ya!"
- B.A.P - "Feel So Good", "Fly High", "Kingdom", "SKYDIVE", "That's My Jam"
- Baechigi - "Wakwak", "Hangover (feat. Jessi)"
- Basick - "Nice (feat. G2, Hwasa of Mamamoo)"
- Beast - "Butterfly", "Ribbon"
- BEJ48 - "元气觉醒 (The Awakening)"
- Berry Good - "Don't believe"
- Bolbbalgan4 - "Fight Day", "Hard To Love"
- Boyfriend - "Jackpot"
- Boys24 - "E", "Rising Star"
- Bracelet - "Breakaway"
- BtoB - "Dear Bride", "L.U.V"
- Bumkey - "backindadayz (feat. Dok2, Microdot, 산체스 (Sanchez) a.k.a. Fassnakuh, dh-style)"
- Chancellor - "Surrender (feat. Lyn)"
- Choi Gogi, Yu Catnip - "Suddenly"
- CLC - "High Heels"
- Crayon Pop - "Doo Doom Chit"
- D.Action - "Check It Out"
- Drug Restaurant - "Mistake"
- Fiestar - "Apple Pie", "Mirror"
- GFriend - "Rough,[5] "Wave"
- GNZ48 - "你所不知道的我 (You Don't Know Me)"
- Gugudan - "Wonderland"
- Heechul, Jungmo, Wheein - "Narcissus"
- HONGCHA - "Cheer Up"
- Huh Gak, Vromance - "Already Winter"
- Hyoyeon - "Mystery"
- Hyuna - "How's This?"
- I.O.I - "Dream Girls", "Whatta Man"
- Inlayer - "Mindjack"
- Jang Moon-bok - "Hip-Hop President"
- Jenyer - "I DO"
- Jessi - "Excessive Love"
- Jimin (feat. Xiumin of EXO) - "Call You Bae"
- JJCC - "ToDay"
- Kiku - "Everyday"
- Jun Hyoseong (feat. D.Action) - "Find Me"
- Jung Joon-young (feat. Seo Young-eun) - "Sympathy"
- K.Will, Junggigo, Jooyoung, Brother Su - "Cook for Love"
- K.Will - "You Call It Romance (feat. Davichi)"
- Kei, The Solutions - "Beautiful"
- KIXS - "Please come back"
- Kreatures - "Some Say"
- Laboum - "Journey to Atlantis"
- Lou.de - "Disrespectful breakup"
- Luizy (feat. Hyung Sik of BtoB) - "Baby Ride"
- Luizy, Flowsik - "Recipe"
- M.A.P6 - "Swagger Time"
- Mamamoo - "Angel", "DAB DAB", "Décalcomanie", "NEW YORK", "TEARS (I Love Too)"
- Miss $ - "Don't Speak Without Soul"
- Monsta X - "All In" (Dance Practice ver.)
- Moon Jung-jae, Kim Il-ji - "Regrets and Resolutions"
- Nell - "Dream Catcher"
- Nine Muses A - "Lip 2 Lip"
- O21 - "SHOW ME"
- Romeo - "MIRO"
- Ryeowook - "The Little Prince"
- Scarlet mojo-Pin - "I feel the swing"
- Shinhwa - "Orange"
- SNH48 - "BINGO", "夜蝶", "源动力", "公主披风", "浪漫关系", "哎呦爱呦"
- Seo In-young - "Hugged by You"
- Sistar (feat. Giorgio Moroder) - "One More Day"[6]
- Snuper - "You=Heaven"
- Sonamoo - "I Like U Too Much"
- Song Jieun - "Bobby Doll"
- Sunday, Kim Tae-hyun of DickPunks - "Still"
- Sweden Laundry - "foggy"
- SWIN-S - "New World"
- Sleepy (feat. Bang Yong-guk) - "Body Lotion"
- Teen Top - "Warning Sign"
- Two X - "Over"
- Tymee - "Cinderella"
- UP10TION - "Attention"
- Voisper - "In Your Voice", "Learn To Love"
- WJSN (Cosmic Girls) - "Catch Me", "MoMoMo"
- Wheesung (feat. LE of EXID) - "Hold Over"
- Yoon Do-hyun, G2, Reddy, Inlayer, Johnny - "Nightmare"
- Yuri, Seohyun - "Secret"
- ZE:A J - "Just Tonight"

### 2015
- 1931 - "Fire, 我@֦ "
- 2PM - "Guilty Love", "Higher"
- 4minute - "Cold Rain", "Crazy"
- A.Kor - "How We Do"
- Ailee - "Insane", "Mind Your Own Business"
- 黃鴻升Alien Huang - "Napoléon"
- Amber - "Shake That Brass"
- AOA - "Oh Boy", "Heart Attack"
- Apink - "Petal", "Remember"
- April - "Muah!", "Snowman"
- As One - "Candy Ball"
- B.A.P - "Young, Wild & Free"
- Baechigi (feat. Solji of EXID) - "Shut Up"
- Basick, Lil Boi (feat. Hwasa of Mamamoo) - "Call Me"
- Beast - "最後の一言"
- Ben - "Looby Loo"
- Bestie - "Excuse Me"
- Bigflo - "Delilah (Japanese Version)", "Obliviate"
- Boys Republic - "Hello"
- BtoB - "It's Okay", "Way Back Home", "Summer Color My Girl"
- BTS - "For You"
- Bursters - "Lost Child", "Whenever You Call Me"
- Change (feat. Ken of VIXX) - "4 Dimensional Love"
- Change - "8th Day", "Make Up"
- Cho PD – "Candy"[7]
- CLC - "Like", "Pepe"
- DiaGirls - "Gently"
- DinDin - "New Leader (feat. Goo YooJung)", "Pour"
- Dongwoon - "キミしか"
- Ella (S.H.E) - "有何不可"
- Eric Nam, Park Ji-min - "DREAM"
- Fly To The Sky - "If I have to hate you", "It Happens To Be That Way"
- F.T. Island - "Pray", "To The Light"
- GFriend - "Glass Bead,[5] "Me Gustas Tu"[5]
- Girls' Generation - "Party", "Lion Heart"
- Girls' Generation-TTS - "Dear Santa"
- Gyuri (feat. From the Airport) - "The Little Prince"
- g.o.d - "A Funny But Sad Day"
- Han Geng - "I Don't Give A Shit"
- Hello Stranger - "Mirage"
- Hello Venus - "I'm ill"
- High4 - "Baby Boy", "Day By Day"
- Hong Dae Kwang - "Good Luck", "With You"
- Hyolyn, Bumkey & Jooyoung - "Love Line"
- Hyuna - "Roll Deep"
- Infinite - "24hours", "Dilemma"
- Infinite H - "Pretty"
- Jang Hyun-seung (Beast) (feat. Giriboy) - "Ma First"
- Jaywon Jung - "She said"
- Jessi - "Ssenunni"
- Jimin N J.Don - "God"
- JJCC - "Fire", "Where you at"
- JJY Band - "OMG"
- Jun Hyoseong - "Into You"
- Jung Yong-hwa - "Mileage"
- Kara - "Summer Magic"
- Kim Feel - "Marry Me"
- Kim Hyung-joong (feat. Boa of Spica) - "Zero"
- Kim Tae-woo (feat. Jay Park) - "Lonely Funk"
- Kim Yeonji - "Forgot"
- Kixs (feat. San E) - "Beautiful"
- Kyuhyun (Super Junior) - "A Million Pieces"
- Lim Kim - "Love Game"
- M.A.P6 - "Storm"
- Melody Day - "SPEED UP"
- My Name - "Just Tell Me", "Too Very So Much"
- Nell - "Star Shell"
- Nine Muses - "Drama", "Hurt Locker", "Sleepless Night"
- Oh My Girl - "Cupid"
- Park Bo-ram - "Celepretty"
- Primary (musician) (feat. BSK, Gaeko) - "See You"
- Rainbow - "Black Swan"
- Roh Ji-hoon - "If You Were Me"
- Romeo - "TARGET"
- Shin Bora (feat. Vasco) - "MIS-MATCH"
- Shinee - Your Number"
- SNH48 - "Bitter And Sweet", "Halloween Night", "Sounds Good"
- Snuper - "Shall We Dance"
- Sonamoo - "CUSHION"
- Stellar - "Fool"
- Sunny Hill - "Child In Time"
- Super Junior - "Devil", "Magic"
- Super Junior: Donghae & Eunhyuk - "Growing Pains"
- SUS4 (feat. Maboos) - "Shake It"
- T-ara - "So Crazy"
- Taeyeon (Girls' Generation) - "I"
- The Koxx - "echo"
- U-Know (TVXQ) - "Champagne"
- Uniq - "Eoeo", "Luv Again"
- Unpretty Rapstar 2 - "Don't Stop"
- Untouchable - "CRAYON"
- UP10TION - "Catch me!", "So Dangerous"
- VIVIDIVA - "Service"
- VIXX - "Can't say"
- V.O.S - "Someday"
- Z.Hera (feat. Gaeun of Dal Shabet) - "XOX"
- ZE:A J - "Marry Me"

### 2014
- 2PM - "Go Crazy"
- 4minute - "Whatcha Doin' Today"
- A.Kor - "But Go"
- Ailee - "Don't Touch Me"
- AOA - "Like a Cat", "Miniskirt", "Short Hair"
- Apink - "LUV"
- B.A.P - "1004", "Where Are You? What Are You Doing?"
- Bestie - "Thank U Very Much"
- Boyfriend - "Obsession", "Witch"
- BtoB - "Beep Beep", "You're So Fly"
- BTS – "Hormone War"
- CN Blue - "Truth"
- Crush - "Hug Me"
- EXO - "Overdose"
- Fly To The Sky - "You You You"
- Galaxy United - "Heavy Rain Advisory"
- Gary - "Shower Later", "Zotto Mola"
- Girls' Generation-TTS - "Holler"
- Hello Venus - "Sticky Sticky"
- Hologram Film - "Return"
- Hyuna - "Red"
- Jun Hyoseong - "Goodnight Kiss"
- Jung Dong Ha - "If I"
- Jung Jae Won - "She Said"
- Jung Joon Young & Younha - "Just The Way You Are"
- Kanto - "Before The Snow"
- Kara - "Mamma Mia!"
- Kim Bada - "Moonage Dream"
- Kim Hyun-Joong - "Beauty Beauty"
- Natthew - "Love Will Be Ok"
- NU’EST - "Good Bye Bye"
- Park Si-hwan - "I Just Loved You"
- S - "Without You"
- Secret - "I'm In Love"
- Seo Taiji - "Christmalo.Win"
- Shin Ji-hoon - "Crybaby"
- SNH48 - "Uza"
- Sonamoo - "Deja Vu"
- Song Jieun - "Don't Look At Me Like That"
- Song Jieun - "Twenty-Five"
- Soyou & Junggigo - "Some"
- Soyou, Kwon Soonil &  Park Yongin - "The Space Between"
- Spica - "Ghost"
- Sunny Hill - "Here I Am", "Monday Blues", "Once in Summer"
- Super Junior - "Mamacita", "This Is Love Evanesce"
- Super Junior M - "Swing"
- Super Junior: Donghae & Eunhyuk - "Motorcycle", "Skeleton"
- Swings - "Bulldozer", "Fallin", "Victorious 2"
- T-ara - "Sugar Free"
- Tae Wan - "Good Morning", "History"
- The Plain - "Lost Man"
- The SeeYa & Son Ho-jun - "More And More"
- Troy - "Green Light"
- TVXQ - "Something", "Spellbound"
- Untouchable - "Clockwork", "Take Out"
- Verbal Jint - "Rare Breed"
- VIXX- "Error", "Eternity"
- Will Pan - "Clown"
- Xxxy - "Flower"
- Yery Band - "Romeo Mannequin"

### 2013
- 2AM - "One Spring Day", "Regret"
- 4Minute - "Is It Poppin?", "What's Your Name"
- AA - "Midnight Taxi", "Ok About It"
- After School - "First Love"
- AOA - "Confused"
- AOA Black - "Moya"
- Apink - "No No No", "Secret Garden"
- B.A.P - "Badman", "Coffee Shop", "Hurricane", "One Shot", "Rain Sound"
- Boyfriend - "I Yah"
- Broken Valentine - "Aluminium"
- BTS - "N.O", "No More Dream", "We Are Bulletproof Pt.2"
- Candy Mafia - "Cliché"
- Davichi - "Be Warmed", "Just The Two Of Us", "Missing You Today"
- Evo Nine - "Make You Dance", "Superman"
- F-ve Dolls - "Can You Love Me?", "Deceive"
- F(x) - "Rum Pum Pum Pum"
- Girls' Generation - "I Got A Boy"
- GLAM - "In Front of the Mirror"
- H - "Lose Control"
- Hello Venus - "Would You Stay For Tea?"
- Henry - "Trap"
- Infinite - "Destiny", "Man In Love"
- Infinite H - "Special Girl", "Without You"
- Jaurim - "Icarus"
- K.Will - "You Don't Know Love"
- Kanto (feat. Kim Sung-kyu) - "What You Want"
- Kara - "Bye Bye Happy Day (Japanese Version)", "Orion (Japanese Version)"
- Kim Hyun Joong - "Unbreakable"
- LC9 - "Ma Ma Beat"
- Nell - "Ocean Of Light"
- Nine Muses - "Glue", "Gun", "Wild"
- NU’EST - "Sleep Talking"
- Park Mu Jin - "Dala Dala"
- Phantom - "New Era"
- Pure - "Still Love You"
- Roy Kim - "Love Love Love", "Bom Bom Bom"
- Secret - "I Do I Do", "Yoohoo"
- Seo In Young - "Let's Break Up"
- Skull & Haha - "Ragga Muffin"
- So Ji Sub - "Eraser", "Picnic"
- Song Jieun - "False Hope"
- Speed - "Pain The Love Of Heart"
- Sunhwa & Youngjae - "Everything Pretty"
- Super Junior: Donghae & Eunhyuk - "I Wanna Dance"
- T-ara - "Because I Know", "Do You Know Me?", "Hide & Seek", "No.9"
- T-ara N4 - "Jeon Won Diary"
- Tasty - "Ma Ma Ma"
- Team H (Jang Keun-suk) - "Feel The Beat (Japanese Version)"
- The Koxx - "Love Dance"
- Transfixion - "Rockstar", "Tonight"
- Untouchable - "Call Me", "Trip"
- Urban Zakapa - "Blind", "When Winter Comes"
- VIXX - "Girls, Why? (Feat. 옥상달빛)", "G.R.8.U", "Hyde", "Voodoo Doll"
- Zia & Lee Hae-ri - "If You Loved Me"

### 2012
- 4Minute - "Volume Up"
- A-Jax - "Hot Game"
- AOA - "Get Out", "Elvis"
- Apink - "Hush"
- B.A.P - "No Mercy", "Power",[8] "Stop It", "Warrior"
- B1A4 - "Baby Goodnight", "Baby I'm Sorry", "Walk"
- Beast - "Beautiful Night", "I Knew It",[9] "Midnight (Japanese Version)"
- Boyfriend - "Dance X 3 (Japanese Version)", "Janus", "Lady (Japanese Version)"
- Brown Eyed Girls - "One Summer Night"
- Brown Eyed Girls: Miryo - "Dirty"
- BtoB - "Irresistible Lips", "Wow", "Insane"
- Dal Shabet - "Hit U", "Mr. Bang Bang"
- Epik High - "Don't Hate Me", "Up"
- EXID - "I Feel Good", "Whoz That Girl"
- F.Cuz - "Dreaming I"
- F.T. Island - "I Wish", "Severely"
- F(x) - "Electric Shock", "Hot Summer (Japanese Version)"
- G.NA - "2Hot"
- Girls' Generation-TTS - "Twinkle"
- Hyuna - "Ice Cream"
- Infinite - "Be Mine (Japanese Version)"
- Infinite: Kim Sung-kyu - "60seconds", "I Need You"
- K.Will - "Please Don't"
- Kim Hyun Joong - "Your Story (Japanese Version)", "Save Today (Japanese Version)"
- MBLAQ - "This Is War"
- Nell - "White Night"
- Noel - "Leaving"
- Nine Muses - "Ticket"
- Primary - "?" Feat. Choiza of Dynamic Duo, Zion T
- Primary - "입장정리" Feat. Choiza of Dynamic Duo, Simon D
- Secret - "Poison", "Talk That"
- Stellar - "UFO"
- Super Junior - "Opera (Japanese Version)", "S.P.Y", "Sexy Free & Single"
- Supper Junior: Donghae & Eunhyuk - "Oppa (Japanese Version)"
- Super Kidd - "Rockstar Pt.2"
- Team H (Jang Keunsuk) - "Can't Stop (Japanese Version)"
- Tiny-G - "Tiny-G"
- TVXQ - "Android Draft (Japanese Version)", "Humanoid"
- Ulala Session - "Beautiful Night"
- VIXX - "Rock Ur Body", "Super Hero"
- Will Pan - "24billy"
- Yang Yo-seob & Jung Eun-ji - "Love Day"
- Duble Sidekick(Song By Kim Tae Woo) - "When I Look At Myself"

### 2011
- 4Minute - "Heart To Heart", "Mirror Mirror"
- Apink - "I Don't Know", "It Girl", "Mymy"
- Beast - "Badgirl (Japanese Version)", "Shock", "Fiction"
- Dynamic Duo - "Friday Night", "Without You"
- F(X) - "Hot Summer"
- G.NA - "Black & White", "Top Girl"
- Girls' Generation - "The Boys"
- Huh Gak - "Hello, I Told You I Wanna Die"
- Hyuna - "Bubble Pop!"
- Jay Park - "Abandoned"
- Lim Jeong-hee - "Golden Lady"
- MBLAQ - "Cry", "Stay"
- Noel - "I Miss You"
- Secret - "Love Is Move", "Shy Boy", "Starlight Moonlight"
- Shinee - "Lucifer (Japanese Version)"
- Stellar - "Rocket Girl"
- Super Junior - "A-Cha", "Mr. Simple"
- Super Junior M - "Perfection Chinese Ver."
- Trouble Maker - "Trouble Maker"
- TVXQ - "Before U Go"

### 2010
- 4Minute - "Huh", "I My Me Mine"
- Beast - "Beautiful", "I Like You Best", "Soom", "Shock"
- Chae Yeon - "Look Look Look"
- G.NA - "I'll Back Off So You Can Live Better"
- Hwanhee - "하다가"
- Hyuna - "Change"
- Kara - "Jumping"
- Lee Seung Hwan - "Half Of Half"
- Lim Jeong-hee - "It Can't Be Real"
- Miss A - "Bad Girl Good Girl", "Love Again"
- Park Myeong-su - "Fyah"
- Rainbow - "A"
- Secret - "Madonna", "Magic"
- Shinee - "Hello", "Lucifer"
- SS501 - "Love Ya"
- Trax - "Oh! My Goodness"
- Wheesung - "Even Thought Of Marriage"

### 2009
- 4Minute - "Hot Issue", "Muzik", "What A Girl Wants"
- Ahn Jae-wook - "사랑이 사랑을"
- Kim Bada - "Mad"
- Beast - "Bad Girl"
- Epik High - "Trot", "Wannabe"
- Hwanhee - "Because I Missed Your Heart"
- Wheesung - "Insomnia"
- Lyn - "Love... Is All Lies", "New Celebration", "True Story"
- Park Ji-yoon - "In My Fading Memory"
- Rainbow - "Gossip Girl"
- Seo Taiji - "Coma", "Juliet", "Snow Of Morning"
- Shin Hyesung - "Why Did You Call"
- Shin Seung-hun - "I'm Terrible In Love", "My Love"
- SS501 - "Love Like This"
- SS501: Heo Young-saeng - "Cant Remember Your"
- SS501: Kim Hyun-joong - "Hey G", "Please Treat Me Well"
- SS501: Kim Kyu-jong - "Wass Up"
- SS501: Park Jung-min - "Cannot"

### 2008
- Ahn Jae-wook - "이별 인 건지"
- Epik High - "Breakdown", "One 1minute 1second"
- K-OTIC - "Blacklist"
- Wheesung - "Star Falls"
- Nell - "Part2", "Recede", "Walking Through The Time Of Remembrance"
- Seo Taiji - "Bermuda Triangle", "Human Dream", "Moai", "Tik Tak"
- SS501 - "Dejavue", "Lucky Days", "Song For You", "Your Man"